# 馬祖里湖區
馬祖里湖區（波蘭語：Pojezierze Mazurskie）是位於波蘭東北部的一個多湖泊的地區，擁有超過2000個湖泊。馬祖里湖區入選了世界新七大自然奇觀的最終28個候選地點。馬祖里湖區各湖泊之間有河流和運河相連，形成了發達的水運系統。馬祖里湖區也是中歐頗受歡迎的旅遊度假區。

## 外部連結
- Official website of the World Tourism Organization
- Tourist information （页面存档备份，存于）, at mazury.info.pl （波兰語）